# Walter Gassire
Walter Antonio Gassire Osorio (Florida (Uruguay), 21 de agosto de 1946- Toluca, México 19 de marzo de 2023) fue un futbolista uruguayo, que jugaba de portero y que ganó la Primera División de México con el Deportivo Toluca. Está catalogado como uno de los mejores porteros extranjeros que han llegado a México, dado que fue de los primeros en jugar el balón con los pies en el área grande por su buena técnica individual, que en ese tiempo no era frecuente verlo en los porteros. Forma parte de los Jugadores Históricos del Toluca FC.

## Carrera
Con sólo 15 años de edad, el equipo Peñarol lo reclutó en sus fuerzas inferiores, en donde permaneció 12 meses. A punto estaba de cumplir los 17 años, cuando Wanderers le ofreció su primer contrato como jugador profesional en 1963. “Estuve dos años en ese equipo. Después estuve seis años en el Defensor Sporting” en donde estuve dos años. Comenzó a jugar al fútbol con los equipos juveniles de Peñarol. Hizo su debut profesional con Montevideo Wanderers en 1963, y dos años más tarde se trasladó a Defensor durante seis temporadas.
Recuerda el fantástico exportero del Toluca al tiempo que le viene a la mente el momento preciso en que tuvo contacto con México. “Hicimos giras, incluso venimos a México en aquel momento y en el año 1974 tuve la gran fortuna de que dirigiera a Toluca, el profesor José Ricardo de León, con el cual yo había trabajado en Uruguay”. Esa temporada 74-75 fue para Gassire un sello indeleble. Fue el campeonato del mítico Cangrejo Rojo, apodados así por José Antonio Roca un polémico entrenador mexicano que nunca pudo descifrar la forma de juego de los “Choriceros/Diablos Rojos”, ya que este equipo tenía un solo objetivo englobado en la oración favorita del profesor de León: “El asunto es ganar”. El comentarista Ángel Fernández decía: es capaz de reducir una cancha profesional de futbol en una caja de cerillos, por el sistema utilizado.
En 1974, se trasladó a México donde pasó seis temporadas con el Deportivo Toluca, ganando la liga en 1974-75, siendo dirigidos por el uruguayo José Ricardo de León.
Desarrolló un tumor cerebral benigno mientras jugaba con Toluca en 1980. Se recuperó rápidamente y se unió al Atletas Campesinos equipo que había ascendido a la Primera División pero tenía lesionado el tendón de Aquiles, después de seis meses. El siguiente equipo en donde tuvo un breve paso fue con los Toros del Atlético Español y luego terminó su carrera con la Jaiba Brava del  Tampico Madero en 1983. 

## Entrenador
Como entrenador, fue auxiliar técnico en 2009 de su compañero Héctor Hugo Eugui para los Indios de Ciudad Juárez, mismos a los que llevaron hasta la semifinal en el mismo año. Para 2010, trabajaron nuevamente juntos para los Camoteros del Puebla.  
Fue auxiliar técnico del Deportivo Toluca en 1986 y de nuevo al lado de Héctor Hugo Eugui, en 2011. En 2018 trabajaron juntos entrenando a Potros de la UAEMex. 

## Clubes
| Club                    | País    | Año       |
| ----------------------- | ------- | --------- |
| Montevideo Wanderers FC | Uruguay | 1963-1965 |
| Defensor Sporting       | Uruguay | 1965-1972 |
| Deportivo Toluca        | México  | 1974-1980 |
| Atletas Campesinos      | México  | 1980-1981 |
| Atlético Español        | México  | 1981-1982 |
| Tampico Madero          | México  | 1982-1983 |